# Лотарингија
Лотарингија је било франачко краљевство у западној Европи које је постојало у 9. веку. Припадало је Лотару II, краљу Лотарингије од 855. до 869. То подручје је добио од свог оца Лотара I. Име долази од латинског Lotharii Regnum што значи „Лотарево краљевство”.
Цар Светог римског царства Лотар I поделио је 855. своје подручје својој тројици синова. Један је добио Италију, други Провансу, а Лотар II добија Лотарингију. После смрти Лотара II Лотарингију деле Карло Ћелави и Лудвиг Немачки споразумом из Мерсена 870.
Лотарингија је обухватала следеће области:
- Холандију
- Белгију
- Луксембург
- Северна Рајна-Вестфалија
- Рајна-Палатинат
- Сарланд
- Лорена
- Алзас

Краљевство Лотарингија преживело је само у француској изведеници Лорена. Хенрик I Птичар успева да део подељене земље поново стави под немачку круну.
Његов син и наследник Ото I предаје Лотарингију свом брату келнском надбискупу Бруну I. Бруно је 959. поделио те територије на два војводства: Горњу и Доњу Лорену. Горња Лорена је постојала до 1776. и била је предмет хиљадугодишњег спора Француске и Немачке. 
Доња Лорена се распала на делове: Брабант, Лимбург, Гелдер и многе друге.